# FN-Mauser 30-11

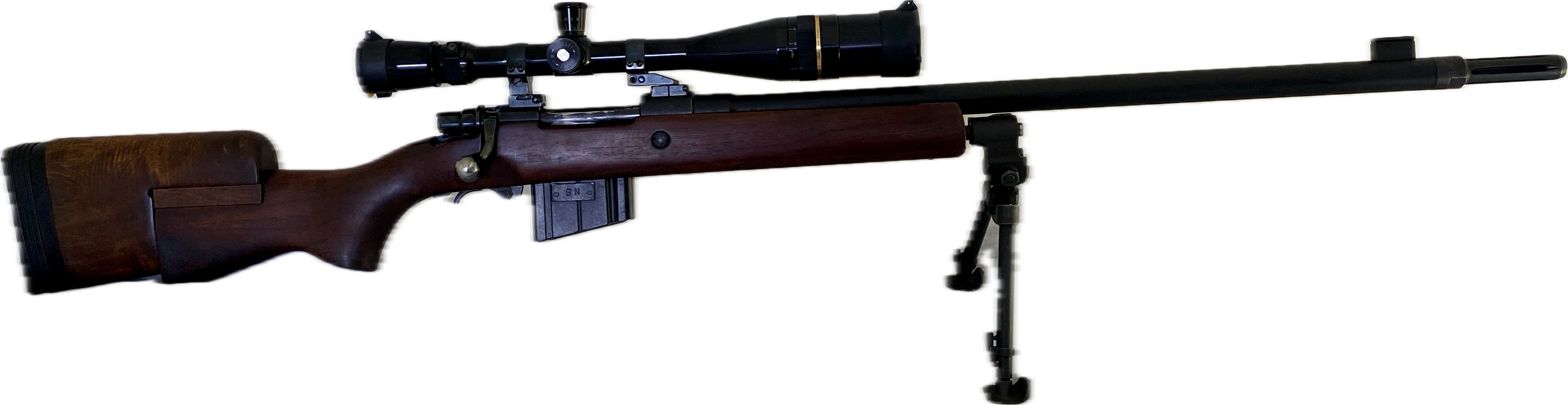
FN-Mauser 30-11.

Le fusil à verrou FN 30-11 est un fusil de précision belge construit par la FN Herstal sur la base du mécanisme éprouvé du Mauser 98.

## Présentation
Sa crosse et son fut sont en bois. La crosse de type semi-pistolet est munie d'un appuie-joue. Il ne  dispose d'aucun organe de visée car il est prévu pour l'usage exclusif d'une lunette.

## Production et diffusion
Le FN 30-11 a été fabriqué de 1978 à 1986. Il équipait l'Armée belge et la police.

## Fiche technique
- Calibre : .308 Winchester
- Portée efficace : 800 m
- Capacité du chargeur : 5 cartouches
- Longueur : 1 117 mm
- Canon : 502 mm
- Masse à vide : 4,85 kg

## Sources
Cette notice est issue de la lecture des revues spécialisées de langue française suivantes :
- Cibles (Fr)
- AMI (B, disparue en 1988)
- Gazette des Armes (Fr)
- Action Guns  (Fr)
- Raids (Fr)
- Assaut (Fr)